# Pirgula atrinotata
Pirgula atrinotata är en fjärilsart som beskrevs av Butler 1896. Pirgula atrinotata ingår i släktet Pirgula och familjen tofsspinnare. Inga underarter finns listade i Catalogue of Life.